# Famille Sauvage de Brantes
La famille Sauvage de Brantes est une famille subsistante d'ancienne bourgeoisie française.  
Elle est originaire de l'Orléanais.

## Personnalités
- Paul Sauvage de Brantes (1932-2007)[1], maire d'Authon de 1983 à 2001.
- Anne-Aymone Sauvage de Brantes (1933), épouse de Valéry Giscard d'Estaing, président de la République de 1974 à 1981.
- Guy Sauvage de Brantes (1937), maire des Hermites de 2008 à 2020.
- Emmanuel Sauvage de Brantes (1964), journaliste et personnalité mondaine, fils de Guy.

## Portraits

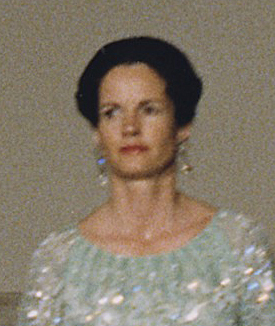
Anne-Aymone Sauvage de Brantes épouse Giscard d'Estaing
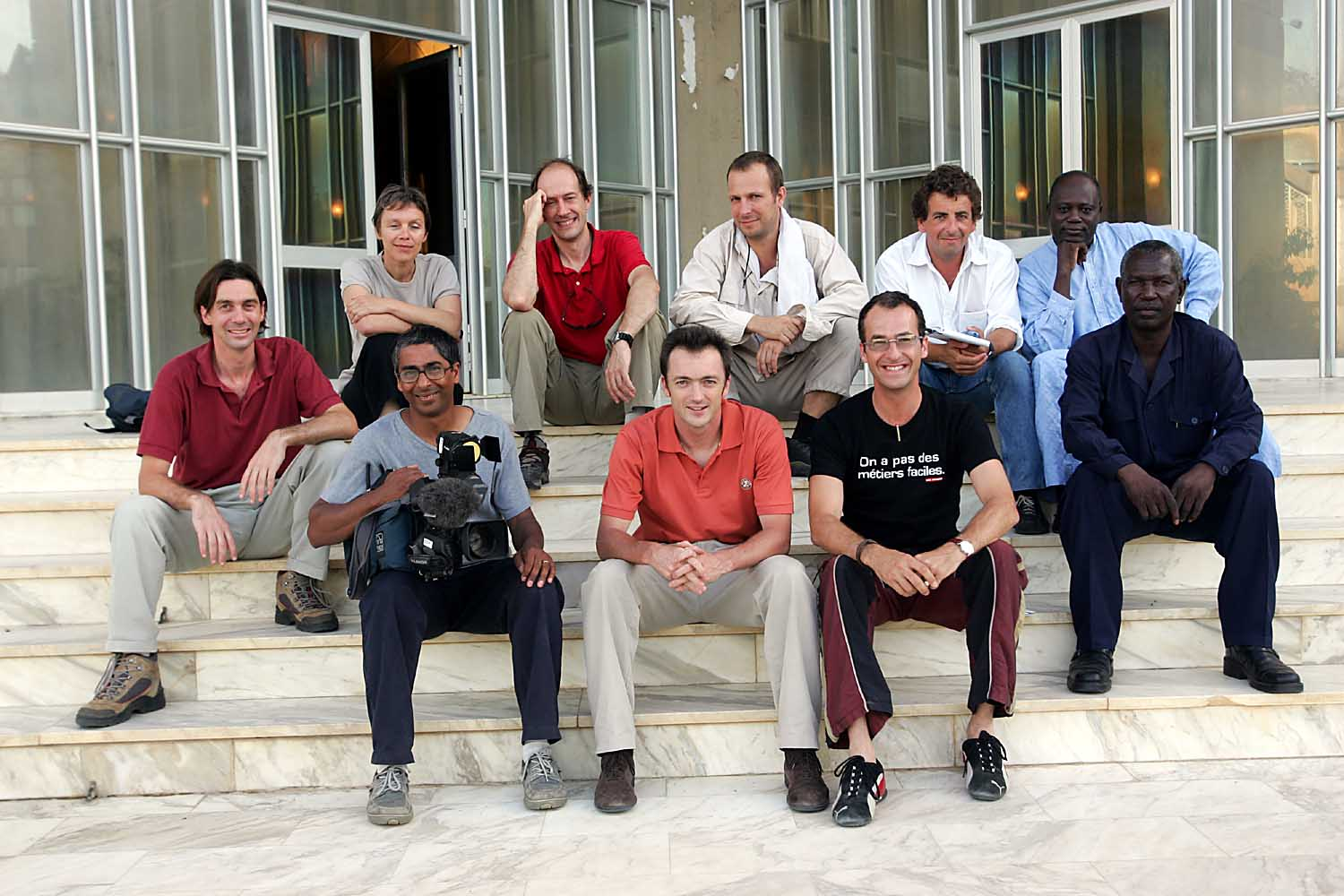
Emmanuel de Brantes (3eme en bas)

## Demeures
- Château du Fresne à Authon
- Château de Brantes à Sorgues

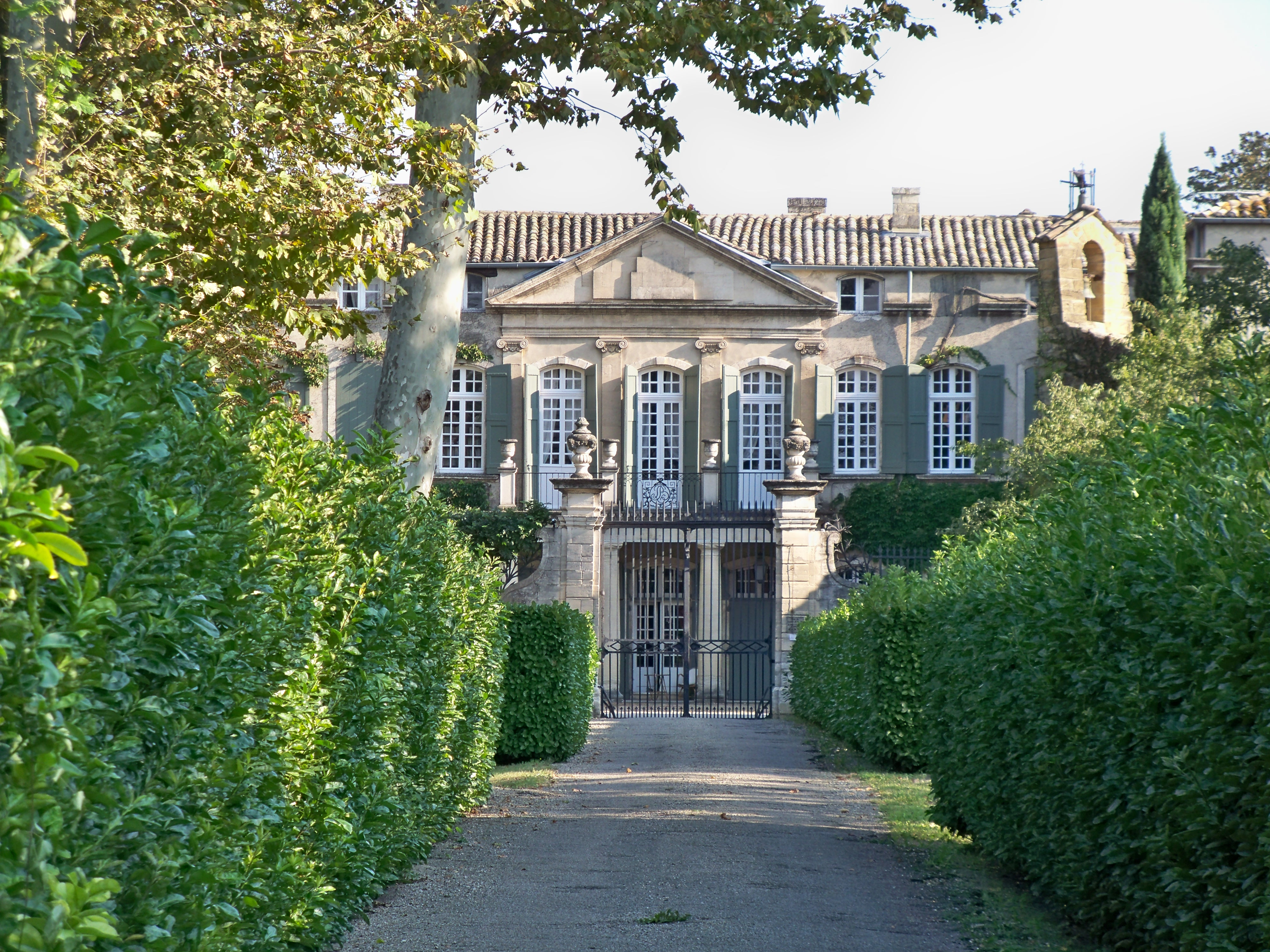
Le château de Brantes

## Armes
La famille Sauvage de Brantes porte : D'azur au chevron d'argent, chargé d'une croisette ancrée de gueules et de deux fleurs de lys d'azur et accompagné d'une étoile d'or en chef et d'un croissant d'argent en pointe.

## Alliances
Les principales alliances de la famille Sauvage de Brantes sont : Mosselmann (1826), de Montesquiou-Fezensac (1851), Lacuée de Cessac (1863), Schneider (1898), de Faucigny-Lucinge (1929), Giscard d'Estaing (1952), d'Aboville.